# Da Capo al Fine

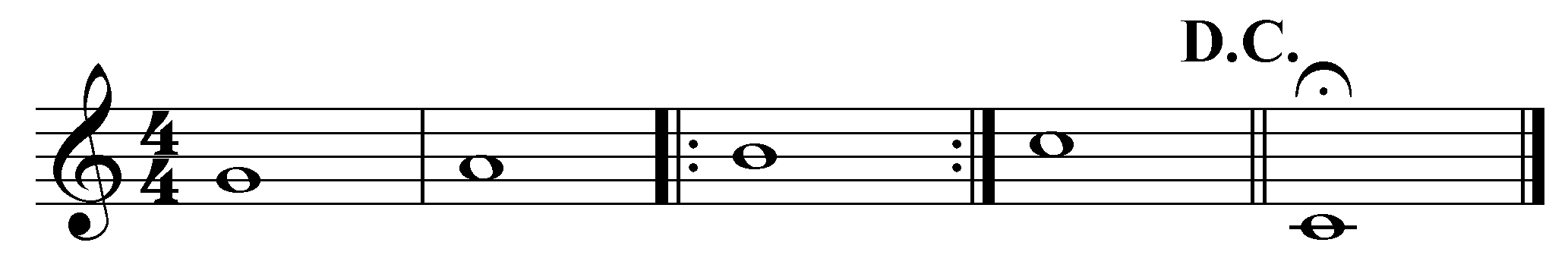
Un exemplu pentru Da Capo al FINE. Folosire lui "Da capo" este foarte vizibilă. Ordinea notelor este: G A B B C G A B C low-C

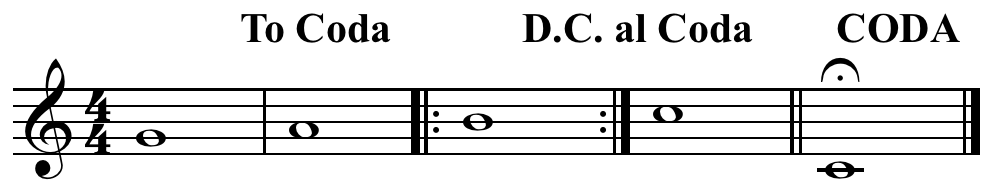
Un exemplu similar al lui DC - Codă. Ordinea notelor este: G A B B C G A low-C

Da Capo este un termen muzical în limba italiană, adică de la început (literalmente de la cap). 

## Da capo sau D. C.
Este de multe ori abreviat DC. Datoria compozitorul sau directiva editorului este să repete partea anterioară a muzicii când e vorba de DC, de multe ori folosite pentru a economisi spațiu. În bucăți mici, acest lucru ar putea fi același lucru cu repetiția, dar în lucrări mai mari, DC ar putea apărea după una sau mai multe repetiții ale secțiunilor mici, indicând o revenire la bun început. Structura rezultată a piesei este, în general, în formă ternară. Uneori, compozitorul descrie o parte care trebuie să se repete, de exemplu: Menuet da capo. În Operă, suprafața acestei structuri (DC) se numește "Da capo aria" - secțiunea repetată este adesea împodobită cu note de grație.
Variațiile directivelor sunt:
- "Da Capo al Fine" (D.C. al Fine): se repetă de la început până la sfârșit (sau până la cuvântul "fine", care ar trebui să apară la sfârșitul pasajului; mișcarea & C - cuvântul "fine" în sine ceea ce înseamnă '"sfârșitul" / "încheierea").
- "Da Capo al Coda" (D.C. al Coda): Da Capo al Coda (DC al Coda): se repetă de la început la un loc indicat și apoi începe coda.(CODA).

"DC al Coda" este o direcție muzicală utilizat în partituri. Aceasta înseamnă, literal, "dal Capo al Coda"," sau "de la cap la coada". Acest semn arată muzicianul că trebuie să meargă înapoi și să repete cântecul de la început ("Capo"), și să continue să cânte până când se ajunge la primul simbol CODA. La atingerea primului simbol CODA, se trece la al doilea simbol CODA (care semnifică sfârșitul piesei), și apoi se repetă până la capăt. Porțiunea piesei din a doua codă de la capăt este adesea menționată ca și "CODA" a piesei, sau literalmente "sfârșit." Se poate nota "Second time to Coda" în limba engleză.